# Nestor (Rebell)
Nestor (mittelgriechisch Νέστωρ; † nach 1074) war ein byzantinischer General und Rebell gegen Kaiser Michael VII.

## Leben
Nestor war angeblich illyrischer (möglicherweise petschenegischer) Abstammung und vermutlich ein Eunuch. Er diente als Sklave am Hof Kaiser Konstantins X., wo er bis zum Vestarches, Praipositos und Patrikios aufstieg.
Unter Konstantins Sohn Michael VII. brach zu einem unbestimmten Zeitpunkt zwischen 1072 und 1074 im Thema Paristrion ein Aufstand aus, weil der mächtige Minister Nikephoritzes, ein Rivale Nestors, die jährlichen Zahlungen an die lokalen Mixobarbaroi und die Petschenegen eingestellt hatte. Nestor wurde zum Dux von Paristrion bzw. Katepan von Dristra ernannt und mit der Wiederherstellung der Regierungsgewalt in der Stadt beauftragt, deren Bewohner zu den Petschenegen übergelaufen waren.
Als Nestor vor Ort feststellte, dass sich der Auftrag angesichts der Feindseligkeit der Bevölkerung und massiver Versorgungsschwierigkeiten seiner Truppen als undurchführbar erwies, und er zugleich erfuhr, dass seine Besitzungen in seiner Abwesenheit von Nikephoritzes konfisziert worden waren, entschloss er sich zur offenen Rebellion. Er ging mit dem petschenegischen Warlord von Dristra, Tatous (Tatrys), ein Kriegsbündnis ein und drang durch die kaum verteidigten Themen Makedonien und Thrakien bis nach Konstantinopel vor. Bemerkenswerterweise beschränkten sich die Forderungen der Rebellen auf die Entlassung von Nestors Intimfeind, jedoch ging Kaiser Michael VII. darauf nicht ein. Weil ihre Kräfte für eine Belagerung der stark befestigten Hauptstadt nicht ausreichten, griff Nestor mit den verbündeten Petschenegen das thrakische  Raidestos an und brannte das dortige Hauptgetreidelager nieder. Anschließend zogen sich die Rebellen nach Paristrion zurück, das damit für die nächsten zwei Jahrzehnte der kaiserlichen Kontrolle entglitt. Wann und durch welche Umstände Nestor zu Tode kam, ist unbekannt.